# Bob Jungels
Bob Jungels (Rollingen, 22 september 1992) is een Luxemburgs wielrenner die sinds 2025 uitkomt voor INEOS Grenadiers. In 2010 won hij de wereldtitel tijdrijden bij de junioren. Twee jaar later won hij Parijs-Roubaix voor beloften. Ook werd Jungels al meerdere malen kampioen van Luxemburg, zowel op de weg als in het tijdrijden.

## Carrière

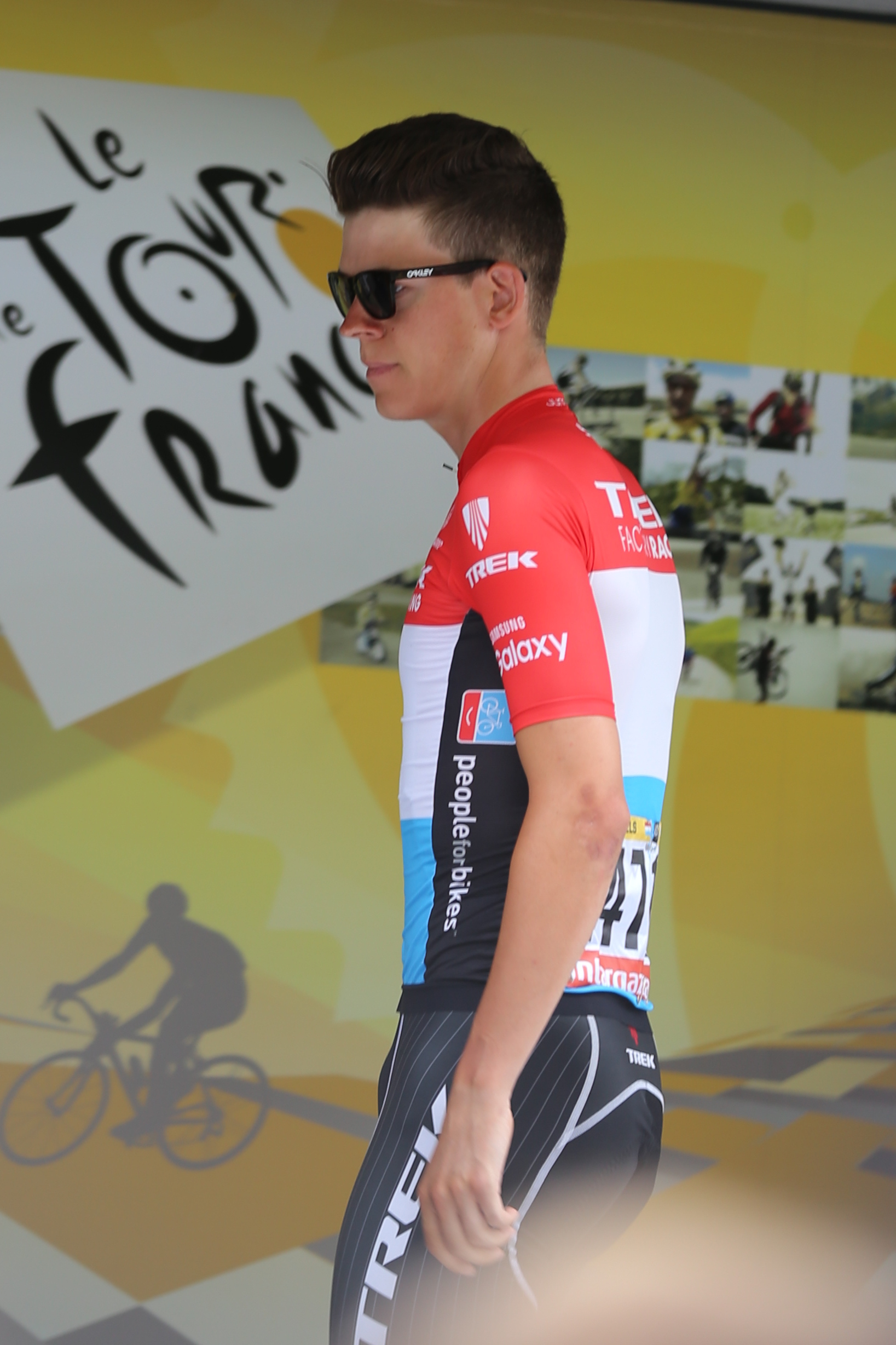
Bob Jungels tijdens de Ronde van Frankrijk van 2015.

In 2014 reed Jungels voor het eerst een grote ronde, de Ronde van Spanje, die hij niet voltooide. Het seizoen daarop werd hij 27ste in de Ronde van Frankrijk. In 2016 startte Jungels voor het eerst in de Ronde van Italië. In de tiende etappe veroverde hij de eerste plaats in het algemeen klassement en werd daarmee, 57 jaar na Charly Gaul, pas de tweede Luxemburger die de roze trui droeg. Jungels verloor de trui na drie dagen, maar won uiteindelijk wel de witte trui van het jongerenklassement.
Een jaar later, in de Ronde van Italië van 2017, bemachtigde Jungels opnieuw de roze trui. Dit gebeurde in de vierde etappe met aankomst op de Etna. Dit keer behield hij de leiderstrui vijf dagen. Later in de ronde schreef Jungels de vijftiende etappe op zijn naam; gehuld in de witte trui won hij in de straten van Bergamo een sprint tussen de klassementsrenners. Hij werd in deze Giro voor het tweede jaar op rij winnaar van het jongerenklassement. Mede door wielerpodcast De Rode Lantaarn wordt Jungels ook wel Yung Bubbles genoemd. Tijdens de Ronde van Frankrijk 2018 had Brouwerij De Molen zelfs eenmalig een biertje naar hem hernoemd.

## Palmares

### Overwinningen
2009
1e etappe 3-Etappen-Rundfahrt, Junioren
4e etappe Ronde van Lorraine, Junioren
 Luxemburgs kampioen tijdrijden, Junioren
 Luxemburgs kampioen op de weg, Junioren
2010
Proloog 3-Etappen-Rundfahrt, Junioren
Eindklassement 3-Etappen-Rundfahrt, Junioren
1e en 4e etappe Ronde van Besaya, Junioren
Eindklassement Ronde van Besaya, Junioren
 Luxemburgs kampioen tijdrijden, Junioren
 Luxemburgs kampioen op de weg, Junioren
 Wereldkampioen tijdrijden, Junioren
Eindklassement GP Rüebliland, Junioren
1e en 2e etappe Keizer der Juniores, Junioren
Eindklassement Keizer der Juniores, Junioren
2011
 Wegrit op de Spelen van de Kleine Staten van Europa
 Tijdrit op de Spelen van de Kleine Staten van Europa
 Luxemburgs kampioen tijdrijden, Beloften
 Luxemburgs kampioen op de weg, Beloften
2012
Eindklassement Triptyque des Monts et Châteaux
4e etappe Flèche du Sud
Eindklassement Flèche du Sud
Parijs-Roubaix, Beloften
 Luxemburgs kampioen tijdrijden, Elite
5e etappe Ronde van de Aostavallei
2013
GP Nobili Rubinetterie
5e etappe Ronde van Luxemburg
 Luxemburgs kampioen tijdrijden, Elite
 Luxemburgs kampioen op de weg, Elite
2015
5e etappe Ster van Bessèges
Eindklassement Ster van Bessèges
 Luxemburgs kampioen tijdrijden, Elite
 Luxemburgs kampioen op de weg, Elite
2016
1e etappe Ronde van Oman
Jongerenklassement Tirreno-Adriatico
 Jongerenklassement Ronde van Italië
 Luxemburgs kampioen tijdrijden, Elite
 Luxemburgs kampioen op de weg, Elite
2017
Jongerenklassement Tirreno-Adriatico
15e etappe Ronde van Italië
 Jongerenklassement Ronde van Italië
 Luxemburgs kampioen op de weg, Elite
2018
Luik-Bastenaken-Luik
 Luxemburgs kampioen tijdrijden, Elite
 Luxemburgs kampioen op de weg, Elite
Proloog Ronde van Slowakije
2019
4e etappe Tour Colombia
Kuurne-Brussel-Kuurner
 Luxemburgs kampioen tijdrijden, Elite
 Luxemburgs kampioen op de weg, Elite
2020
 Luxemburgs kampioen tijdrijden, Elite
2022
 Luxemburgs kampioen tijdrijden, Elite
9e etappe Ronde van Frankrijk
2025
 Luxemburgs kampioen tijdrijden, Elite
5e etappe Ronde van Oostenrijk

### Resultaten in voornaamste wedstrijden
| Jaar | Ronde van Italië | Ronde van Frankrijk | Ronde van Spanje |
| ---- | ---------------- | ------------------- | ---------------- |
| 2013 |                  |                     |                  |
| 2014 |                  |                     | opgave           |
| 2015 |                  | 27e                 |                  |
| 2016 | 6e               |                     |                  |
| 2017 | 8e (1)           |                     | 42e              |
| 2018 |                  | 11e                 |                  |
| 2019 | 33e              |                     |                  |
| 2020 |                  | 43e                 |                  |
| 2021 |                  |                     |                  |
| 2022 |                  | 12e (1)             | 51e              |
| 2023 | 39e              | 26e                 |                  |
| 2024 |                  | 37e                 |                  |
| 2025 |                  |                     |                  |

| Jaar | Milaan-San Remo | Gent-Wevelgem | Ronde van Vlaanderen | Parijs-Roubaix | Amstel Gold Race | Luik-Bast.‑Luik | Ronde van Lombardije | Waalse Pijl | Dwars door Vlaanderen | Kuurne-Brussel-Kuurne |  | WK op de weg |  | Wereldranglijsten |
| ---- | --------------- | ------------- | -------------------- | -------------- | ---------------- | --------------- | -------------------- | ----------- | --------------------- | --------------------- |  | ------------ |  | ----------------- |
| 2013 |                 |               |                      | 84e            |                  |                 |                      |             | opgave                |                       |  | opgave       |  |                   |
| 2014 | 87e             |               |                      |                | 38e              | 62e             |                      | 143e        |                       |                       |  |              |  | 159e (UWT)        |
| 2015 |                 |               |                      |                | 23e              | 82e             |                      | opgave      |                       |                       |  |              |  | 23e (UWT)         |
| 2016 |                 |               |                      |                | 43e              |                 |                      | 66e         |                       |                       |  | opgave       |  | 26e (UWT)         |
| 2017 |                 |               |                      |                | 39e              |                 | opgave               | 39e         |                       |                       |  | 71e          |  | 57e (UWT)         |
| 2018 |                 |               |                      |                | 33e              | ↑               | opgave               | 41e         |                       |                       |  | opgave       |  | 56e (UWT)         |
| 2019 |                 |               | 16e                  |                |                  |                 | 52e                  |             | ↑                     | ↑                     |  | opgave       |  | 68e (UWR)         |
| 2020 | 73e             |               |                      |                |                  | 94e             |                      | 70e         |                       | 55e                   |  |              |  | 196e (UWR)        |
| 2021 |                 |               |                      |                | opgave           |                 |                      |             |                       |                       |  |              |  |                   |
| 2022 | 52e             |               | 56e                  |                |                  | 58e             |                      | 78e         | 70e                   |                       |  | 45e          |  |                   |
| 2023 |                 |               |                      |                |                  |                 | 67e                  |             |                       |                       |  |              |  |                   |
| 2024 |                 |               |                      |                | 33e              | 45e             | opgave               | opgave      |                       | 98e                   |  | 65e          |  |                   |
| 2025 |                 | opgave        | 109e                 |                | opgave           | opgave          |                      | 44e         | 76e                   |                       |  |              |  |                   |

### Resultaten in kleinere rondes
| Jaar | Ronde van de Verenigde Arabische Emiraten | Parijs-Nice | Tirreno-Adriatico | Ronde van Catalonië | Ronde van het Baskenland | Ronde van Romandië | Critérium du Dauphiné | Ronde van Zwitserland | Ronde van Polen | Eneco Tour |
| ---- | ----------------------------------------- | ----------- | ----------------- | ------------------- | ------------------------ | ------------------ | --------------------- | --------------------- | --------------- | ---------- |
| 2013 |                                           |             |                   |                     |                          |                    |                       |                       |                 | 21e        |
| 2014 |                                           | 18e         |                   |                     | 57e                      |                    | 86e                   |                       | 70e             |            |
| 2015 |                                           | 23e         |                   |                     | 31e                      |                    |                       | 6e                    |                 |            |
| 2016 |                                           |             | ↑                 |                     |                          | opgave             |                       |                       | opgave          | 10e        |
| 2017 |                                           |             | 14e               |                     |                          | 8e                 |                       |                       | 12e             |            |
| 2018 |                                           |             | 18e               | 24e                 |                          |                    |                       |                       |                 |            |
| 2019 |                                           | 8e          |                   |                     |                          |                    |                       |                       | 58e             | opgave     |
| 2020 |                                           | 15e         |                   |                     |                          |                    | 42e                   |                       |                 |            |
| 2021 |                                           | 27e         |                   | 59e                 |                          |                    |                       | 19e                   |                 |            |
| 2022 | 31e                                       |             | 23e               |                     |                          | 61e                |                       | 6e                    |                 |            |
| 2023 |                                           | 19e         |                   |                     |                          | 42e                |                       |                       |                 |            |
| 2024 |                                           | 34e         |                   |                     | 91e                      | 40e                |                       |                       |                 |            |
| 2025 |                                           | 67e         |                   |                     |                          |                    | 37e                   |                       |                 |            |

## Ploegen
- 2012 –  Leopard-Trek Continental Team
- 2013 –  RadioShack Leopard
- 2014 –  Trek Factory Racing
- 2015 –  Trek Factory Racing
- 2016 –  Etixx-Quick Step
- 2017 –  Quick-Step Floors
- 2018 –  Quick-Step Floors
- 2019 –  Deceuninck–Quick-Step
- 2020 –  Deceuninck–Quick-Step
- 2021 –  AG2R-Citroën
- 2022 –  AG2R-Citroën
- 2023 –  BORA-hansgrohe
- 2024 –  BORA-hansgrohe
- 2025 –  INEOS Grenadiers

Bakelants ·
Bennett ·
Busche ·
Cancellara ·
Devolder ·
Didier ·
Gallopin ·
Hermans ·
Hondo ·
Horner ·
Irizar ·
Jungels ·
King ·
Kišerlovski ·
Klöden ·
Machado ·
Monfort ·
Nizzolo ·
Oliveira ·
Popovytsj ·
Rast ·
Rohregger · 
Roulston ·
A. Schleck ·
F. Schleck ·
Sergent ·
Voigt ·
Zubeldia
Alafaci · Arredondo · Beppu · Busche · Cancellara · Devolder · Didier · Felline · Hondo · Irizar · Jungels · Kišerlovski · Nizzolo · Popovytsj · B. van Poppel · D. van Poppel · Rast · Roulston · A. Schleck · F. Schleck · Sergent · Silvestre · Stuyven · Vandewalle · Voigt · Watson · Zoidl · Zubeldia · Chevrier (stagiair) · Eastman (stagiair) · Kirsch (stagiair)
Alafaci · Arredondo · Beppu · Busche · Cancellara · Coledan · Devolder · Didier · Felline · Irizar · Jungels · McConnell · Mollema · Nizzolo · Popovytsj · B.van Poppel · D.van Poppel · Rast · Roulston · Schleck · Sergent · Silvestre · Steegmans · Stuyven · Vandewalle · Watson · Zoidl · Zubeldia · Basso (stagiair) · Bernard (stagiair) · Rekita (stagiair)
Alaphilippe · Boonen · Bouet · Brambilla · Contreras · de la Cruz · De Plus · Gaviria · Jungels · Keisse · Kittel · Lampaert · Maes · D. Martin · T. Martin   · Martinelli · Meersman · Richeze · Sabatini · Serry · Štybar · Terpstra · Trentin · Vakoč · Vandenbergh · Van Keirsbulck · Velits · Vermote · Verona · Wiśniowski · Costa (stagiair) · García (stagiair) · Sisr (stagiair)
Alaphilippe · Bauer · Boonen (tot 09/04) · Brambilla · Capecchi · Cavagna · de la Cruz · De Plus · Declercq · Devenyns · Gaviria · Gilbert · Jungels · Keisse · Kittel · Lampaert · Martin · Martinelli · Mas · Richeze · Sabatini · Schachmann · Serry · Štybar · Terpstra · Trentin · Vakoč · Velits · Vermote · Hodeg (stagiair) · Kasperkiewicz (stagiair)
Alaphilippe · Asgreen · Capecchi · Cavagna · De Plus · Declercq · Devenyns · Gaviria · Gilbert · Hodeg · Jakobsen · Jungels · Keisse · Knox · Lampaert · Martinelli · Mas · Mørkøv · Narváez · Richeze · Sabatini · Schachmann  · Sénéchal · Serry · Štybar · Terpstra · Vakoč · Viviani
Alaphilippe · Asgreen · Capecchi · Cavagna · Declercq · Devenyns · Evenepoel   · Gilbert · Hodeg · Honoré · Jakobsen · Jungels · Keisse · Knox · Lampaert · Martinelli · Mas · Mørkøv · Richeze · Sabatini · Sénéchal · Serry · Štybar · Vakoč · Viviani 
Alaphilippe  · Almeida · Archbold · Asgreen · Bagioli · Ballerini · Bennett · Cattaneo · Cavagna · Declercq · Devenyns · Evenepoel   · Garrison · Hodeg · Honoré · Jakobsen · Jungels · Keisse · Knox · Lampaert · Masnada · Mørkøv · Sénéchal · Serry · Steels · Steimle · Štybar · Van Lerberghe · Quinn (stagiair) · Vansevenant (stagiair)
Bidard · Bouchard · Calmejane · Champoussin · Cherel · Cosnefroy · Dewulf · Duval · Franktot en met 20 juni · Gallopin · Gastauer · Godon · Gougeard · Hänninen ·  Jullien · Jungels · L. Naesen · O. Naesen · O'Connor · Paret-Peintre · Peters · Prodhomme · Sarreau · Schär · Touzé · Van Avermaet · Van Hoecke · Vendrame · Venturini · Warbasse · Delphis (stagiair) · Lapeira (stagiair) · Retailleau (stagiair)
Berthet · Bouchard · Calmejane · Champoussin · Cherel · Cosnefroy · Dewulf · Gall · Godon · Hänninen ·  Jullien · Jungels · Lapeira · L. Naesen · O. Naesen · O'Connor · A. Paret-Peintre · V. Paret-Peintre · Peters · Prodhomme · Raugel · Retailleau (vanaf 1/8) · Sarreau · Schär · Touzé · Van Avermaet · Van Hoecke · Vendrame · Venturini · Warbasse · Delphis (stagiair) · Gautherat (stagiair) · Tronchon (stagiair)
Aleotti · Archbold · Benedetti · Bennett · Buchmann · Denz · Fabbro · Gamper · Haller · Higuita · Hindley · Jungels · Kämna · Koch · Konrad · Koretzky · Lipowitz · Lührs · Meeus · Mullen · Palzer · Politt · Schachmann · Schelling · Uijtdebroeks · van Poppel · Vlasov · Walls · Wandahl · Zwiehoff
Adrià · Aleotti · Benedetti (tot 18/8) · Buchmann · Denz · Gamper · Hajek · Haller · Herzog · Higuita · Hindley · Jungels · Kämna · Koch · Lipowitz · Lührs · Maciejuk · Martínez · Meeus · Mullen · Palzer · Roglič · Schachmann · Sobrero · van Poppel · Vlasov · Wandahl · Welsford · Zwiehoff